# Xavier María de Munibe e Idiáquez
Xavier María Munibe e Idiáquez, plus connu comme comte de Peñaflorida, né le 23 octobre 1729 à Azkoitia et mort le 13 janvier 1785 à Bergara, est un "Ilustrado" (siècle des Lumières), écrivain basque espagnol, auteur d'opéras en langue basque ou euskara et musicien fondateur d'une académie en 1748 qui donnera lieu à la Real Sociedad Bascongada de Amigos del País. 
Il étudie à Toulouse où il a des contacts avec les Jésuites. Il retournera au Guipuscoa en 1746. Il a été député général à partir de 1750.